# Domingo Jiménez
Domingo Jiménez fue un conquistador y poeta español, nacido alrededor de 1535 y fallecido hacia 1610. Participó en la conquista de Costa Rica, y en la ciudad de Cartago fue Escribano Público y del Cabildo.
En el reparto de encomiendas efectuado ilegalmente en 1569 por el gobernador Pero Afán de Ribera y Gómez le fueron adjudicados los pueblos de Abicetaba y Sufragua, además de cien indígenas en el pueblo de Cía.
En 1571 y 1573 fue alcalde Ordinario de Cartago.
Se opuso al Gobernador interino Alonso Anguiciana de Gamboa, quien lo persiguió, y para huir de él se retiró a la ciudad de Aranjuez, en la costa del Pacífico. Compuso un poema, que es la primera producción literaria en español en Costa Rica que se conserva, criticando la conducta del Gobernador. El poema es una glosa de una canción del poeta medieval castellano Juan Rodríguez del Padrón, y se inicia con el verso "Vive leda si podrás..."
Fue Contador de la Real Hacienda en 1577 y Teniente de Gobernador de Nicoya de 1580 a 1581, en nombre del Gobernador Diego de Artieda Chirino y Uclés.
- Datos: Q5812804